# Lalka Berberova
Lalka Stoyanova Berberova –en búlgaro, Лалка Стоянова Берберова– (Plovdiv, 11 de junio de 1965-Plovdiv, 24 de julio de 2006) fue una deportista búlgara que compitió en remo. Participó en dos Juegos Olímpicos de Verano, en los años 1988 y 1992, obteniendo una medalla de plata en Seúl 1988, en la prueba de dos sin timonel.

## Palmarés internacional
| Juegos Olímpicos | Juegos Olímpicos     | Juegos Olímpicos | Juegos Olímpicos |
| Año              | Lugar                | Medalla          | Prueba           |
| ---------------- | -------------------- | ---------------- | ---------------- |
| 1988             | Seúl (Corea del Sur) | Medalla de plata | Dos sin timonel  |